# Филипос Капетанопулос
Филипос Капетанопулос (на гръцки: Φίλιππος Καπετανόπουλος) е гръцки революционер, деец на Гръцката въоръжена пропаганда в Македония от началото на XX век.

## Биография
Роден е в кайлярското село Катраница, тогава в Османската империя. Учи фармация и работи като фармацевт в Битоля. През пролетта на 1903 г. влиза в първия комитет на Македонската Филики етерия заедно с Аргириос Захос и Теодорос Модис. Целта на организация е да се убеди правителството Георгиос Теотокос да засили подпомагането на въоръжената защита на гърците от Македония. В комитета „Амина“ влизат и Йон Драгумис и Христос Думас.
След смъртта на Модис, влиза в четата на Павлос Мелас, която на 18 септември 1904 година пренощува в Неред. Сутринта четата е обградена от турски аскер, като заповедта на Мелас е всички да останат по места. Филипос Капетанопулос започва панически бяг и е убит от турците. В него е намерено писмо от Павлос Мелас, предназначено за гръцкия консул в Битоля Димитриос Калергис, след което избухва дипломатически скандал и консулът е отстранен.